# غريفيث توماس
غريفيث توماس (بالإنجليزية: Griffith Thomas)‏ هو مهندس معماري أمريكي، ولد في 1820، وتوفي في 1879.